# Мунір Мухаммаді
Мунір Муганнад Мухаммаді Ель-Каджуї (араб. منير مهند محمدي الكجوي; ісп. Munir Mohand Mohamedi El Kajoui; нар. 10 травня 1989, Мелілья, Іспанія) — марокканський футболіст, воротар національної збірної Марокко та марокканського клубу «Ренессанс Беркан».

## Клубна кар'єра
У дорослому футболі дебютував 2008 року виступами за команду клубу «Сеута», в якій провів один сезон.
Протягом 2009—2010 років захищав кольори команди «Альмерія Б».
Своєю грою за останню команду привернув увагу представників тренерського штабу клубу «Мелілья», до складу якого приєднався 2010 року. Відіграв за клуб з Мелільї наступні чотири сезони своєї ігрової кар'єри.
До складу клубу «Нумансія» приєднався 2014 року.

## Виступи за збірну
2015 року дебютував в офіційних матчах у складі національної збірної Марокко.
У складі збірної був учасником Кубка африканських націй 2017 року у Габоні.

## Виноски
1. ↑  Transfermarkt.de — 2000.
2. ↑  FIFA World Cup 2022 Sticker Album — 80 с. — ISBN 978-65-5516-143-4